# Gmina Ciepielów
Die Gmina Ciepielów ist eine Stadt-und-Land-Gemeinde (gmina miejsko-wiejska) im Powiat Lipski der Woiwodschaft Masowien in Polen. Ihr Sitz ist die gleichnamige Stadt mit 791 Einwohnern (Volkszählung 2011).

## Geographie
Die Gemeinde liegt im Süden der Woiwodschaft. Sie grenzt im Süden an die Gemeinde der Kreisstadt Lipsko. Die Großstadt Radom liegt 20 Kilometer nordwestlich. Zu den Gewässern gehört die Iłżanka.
Die Gemeinde hat eine Fläche von 135,3 km², 76 % werden land- und 17 % forstwirtschaftlich genutzt.

## Geschichte
Von 1975 bis 1998 gehörte das damalige Dorf zur Woiwodschaft Radom. Zum 1. Januar 2024 erhielt Ciepielów sein Stadtrecht zurück, wodurch die Gemeinde vom Status einer gmina wiejska (Landgemeinde) zum Status einer gmina miejsko-wiejska gelangte.

## Gliederung
Die Stadt-und-Land-Gemeinde gliedert sich in 27 Dörfer mit Schulzenämtern:
Antoniów-Czerwona, Anusin, Bąkowa, Bielany-Pasieki, Borowiec, Chotyze, Ciepielów, Ciepielów-Kolonia, Dąbrowa, Drezno, Gardzienice-Kolonia, Kałków, Kochanów-Sajdy, Kunegundów-Czarnolas, Łaziska, Marianki, Nowy Kawęczyn, Pcin, Podgórze, Podolany, Ranachów B, Rekówka, Stare Gardzienice, Stary Ciepielów, Świesielice, Wielgie, Wólka Dąbrowska.

## Sehenswürdigkeiten
Die Ruine der Synagoge des Hauptorts ist seit 1982 ein Kulturdenkmal.